# Caramelles de Tous
Caramelles de Tous és una entitat de Sant Martí de Tous que vetlla per conservar la tradició festiva de les caramelles que se celebra, des de finals del segle xix, el diumenge de Pasqua Florida. El 2017 hi ha 130 participants, dels quals 80 són cantaires, d'entre 6 i 75 anys. La cantada de cançons tradicionals per part dels veins del poble i el dinar de germanor del diumenge següent que organitzen formen part del Catàleg del Patrimoni Festiu de Catalunya. El 2017 se li va concedir la Creu de Sant Jordi.